# 영산도서관
영산도서관은 경남 창녕군 영상면 원다리길 34번지에 있는 군립도서관이다.

## 연혁
- 2010년 6월 21일 영산도서관 신축 공사 착공
- 2011년 11월 7일 도서관 조례 제정
- 2012년 9월 3일 영산도서관 준공
- 2012년 11월 13일 영산도서관 개관

## 이용 시간
| 구분         | 요일      | 시간        |
| ------------ | --------- | ----------- |
| 어린이자료실 | 화~일요일 | 09:00~18:00 |
| 종합자료실   | 화~일요일 | 09:00~18:00 |
| 자율학습실   | 화~일요일 | 09:00~22:00 |